# Acartia lilljeborgii
Acartia lilljeborgii is een eenoogkreeftjessoort uit de familie van de Acartiidae. De wetenschappelijke naam van de soort is voor het eerst geldig gepubliceerd in 1889 door Wilhelm Giesbrecht.